# Atacul crabilor monștri
Attack of the Crab Monsters este un film SF american din 1957 regizat și produs de Roger Corman pentru Allied Artists după un scenariu de Charles B. Griffith. În rolurile principale joacă actorii Richard Garland, Pamela Duncan, Russell Johnson.

## Prezentare
Atacul crabilor monștri prezintă o a doua expediție științifică care este trimisă pe o insulă din Oceanul Pacific pentru a descoperi ce s-a întâmplat cu oamenii de știință din prima expediție. La sosire ei cunosc prea puține lucruri și nu știu că insula este locuită de o pereche de crabi uriași, mutanți datorită radiațiilor, care nu numai că au mâncat membrii primei expediții, dar le-au absorbit și mințile, iar acum intenționează să se înmulțească.

## Actori
| Actor                  | Rol               |
| ---------------------- | ----------------- |
| Richard Garland        | Dale Drewer       |
| Pamela Duncan          | Dr. Martha Hunter |
| Hoolar, the giant crab | David Arvedon     |
| Russell Johnson        | Hank Chapman      |
| Leslie Bradley         | Dr. Karl Weigand  |
| Mel Welles             | Jules Deveroux    |
| Richard H. Cutting     | Dr. James Carson  |
| Beach Dickerson        | Ron Fellows       |
| Tony Miller            | Jack Sommers      |
| Ed Nelson              | Ensign Quinlan    |
| Charles B. Griffith    | Tate              |
| Robin Riley            |                   |
| Doug Robberts          |                   |
| Maitland Stuart        | Mac               |